# Euphorbia bertemariae
Euphorbia bertemariae es una especie fanerógama perteneciente a la familia de las euforbiáceas. Es endémica de Etiopía.

## Taxonomía
Euphorbia bertemariae fue descrita por Bisseret & Dioli y publicado en Cactus and Succulent Journal 77: 208. 2005.
Etimología
Euphorbia: nombre genérico que deriva del médico griego del rey Juba II de Mauritania (52 a 50 a. C. - 23), Euphorbus, en su honor – o en alusión a su gran vientre –  ya que usaba médicamente Euphorbia resinifera. En 1753 Carlos Linneo asignó el nombre a todo el género.
bertemariae: epíteto otorgado en honor de Berte Marie Ulvester, esposa de veterinario especialista en camellos, que durante años trabajó en diversos países de África, Maurizio Dioli, uno de los autores.